# Mundesley
Mundesley är en by och en civil parish i North Norfolk, Norfolk, England. Orten hade 2 695 invånare. (2001)